# Podstawkorożek szarawy

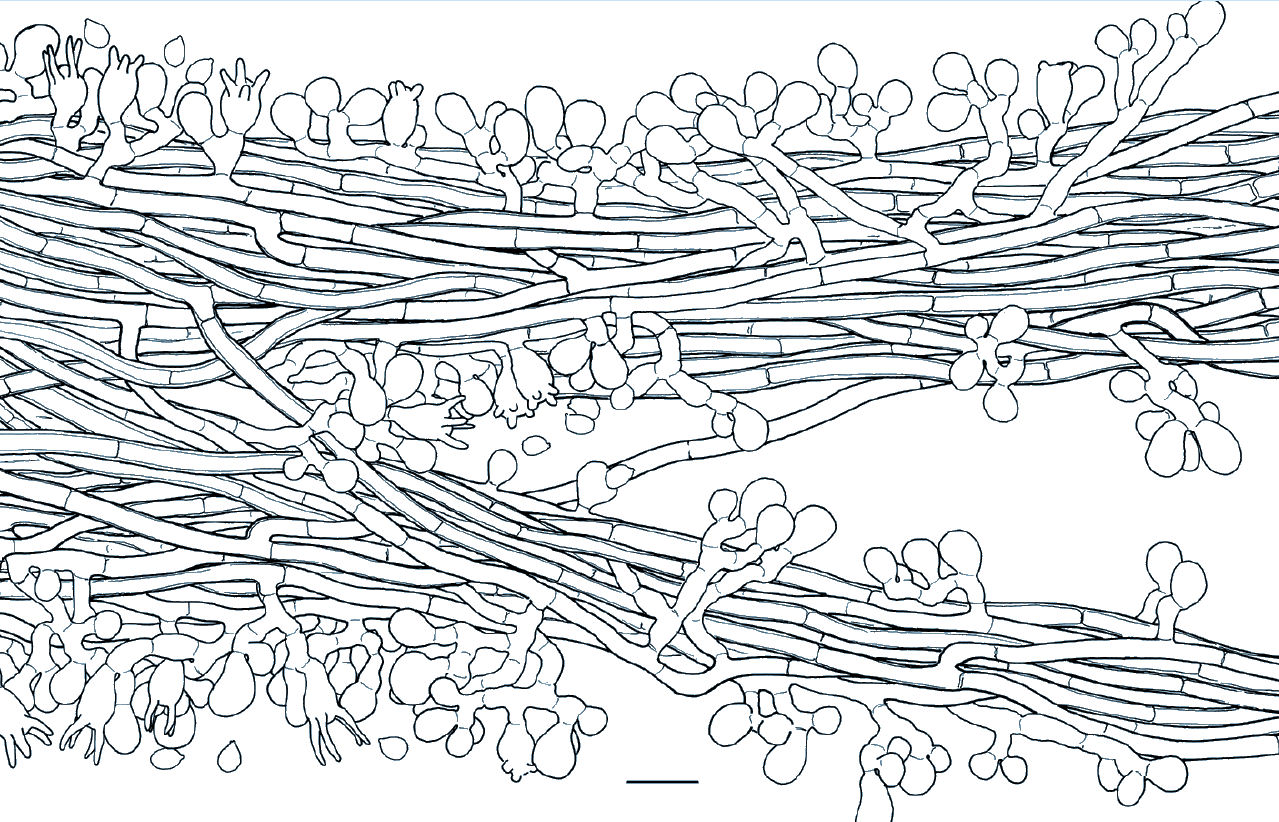
Grzybnia

Podstawkorożek szarawy (Ceratobasidium cornigerum (Bourdot) D.P. Rogers) – gatunek grzybów z typu podstawczaków (Basidiomycota). Grzyb mikroskopijny, będący saprotrofem i grzybem tworzącym mykoryzę ze storczykami, ale również fakultatywnym patogenem roślinnym, powodującym wiele ważnych gospodarczo chorób roślin uprawnych.

## Systematyka i nazewnictwo
Pozycja w klasyfikacji według Index Fungorum: Ceratobasidium, Ceratobasidiaceae, Cantharellales, Incertae sedis, Agaricomycetes, Agaricomycotina, Basidiomycota, Fungi.
Po raz pierwszy opisał go w 1922 r. Hubert Bourdot, nadając mu nazwę Corticium cornigerum. Wówczas znany był tylko jako anamorfa. W 1935 r. D.P. Rogers odkrył jego teleomorfę. Od niej pochodzi nazwa gatunku.
Synonimy:
- Corticium cornigerum Bourdot 1922
- Corticium pervagum Petch 1925[3].

Nazwę polską zaproponował Władysław Wojewoda w 2003 r.

## Morfologia
Owocnik rozpostarty, cienki, białawy. Strzępki bezbarwne, o szerokości od 3 do 9 μm, bez sprzążek. Podstawki elipsoidalne do szeroko maczugowatych, 9 do 14 na 8 do 12 μm, z czterema sterygmami. Bazydiospory elipsoidalne i szeroko wrzecionowate, o wymiarach od 6 do 11 na 4 do 6 μm. Czasami powstają jasnobrązowe sklerocja o średnicy od 0,5 do 3 mm.

## Występowanie i siedlisko
Występuje na wszystkich kontynentach poza Antarktydą. W Polsce podano liczne jego stanowiska, głównie na drewnie drzew liściastych, iglastych i na resztkach roślinnych. Prawdopodobnie jest kosmopolityczny. Występuje jako saprotrof glebowy na martwych pędach i opadłej ściółce, ale jest także fakultatywnym patogenem roślinnym powodującym choroby upraw i traw darniowych. Może również rozwijać się na żywych liściach drzew i krzewów, szczególnie w tropikach i subtropikach. Według źródeł zagranicznych jest jednym z patogenów wywołujących czarną zgniliznę korzeni truskawki. Jest także jednym z najczęstszych grzybów tworzących endomykoryzę ze storczykami.